# Relations entre la France et le Nigeria
Les relations entre la France et le Nigeria désignent les relations diplomatiques bilatérales s'exerçant entre, d'une part, la République française, État principalement européen, et de l'autre, la République fédérale du Nigeria, État ouest-africain. 

## Histoire

### La naissance des relations franco-nigerianes
Les relations diplomatiques entre la France et le Nigeria commencent doucement après l'indépendance de l'ancienne colonie britannique. Ces relations sont au départ conflictuelles, car le Nigeria est le premier pays africain à protester officiellement contre les essais atomiques français dans le Sahara, jusqu’à rompre ses relations diplomatiques le 1er janvier 1961. Les relations se réchauffent avec la formation d’un gouvernement modéré d’union nationale en 1964, et les relations diplomatiques seront rétablies en octobre 1965.

### La guerre du Biafra (1967-1970)

Drapeau de la République du Biafra.

Lors de la guerre civile du Nigeria, la France soutient l'État autoproclamé de la République du Biafra, qui fait sécession du Nigeria. À la suite de la crise humanitaire déclenchée par cette guerre, des médecins français créent l'ONG Médecins sans frontières en 1971.
Officiellement, la France ne soutient pas l'Etat du Biafra qu'elle ne va pas reconnaître diplomatiquement, et en juin 1968 les autorités françaises vont décider d’un « embargo total sur les envois d’armes dans cette région ». Mais la France a été accusée de fournir des armes et des munitions aux sécessionnistes ainsi que de pousser ses alliés en Afrique comme le Gabon et la Côte d'Ivoire à reconnaître diplomatiquement et à aider officiellement l'Etat du Biafra. En mars 1969 le président guinéen Sekou Touré accuse le gouvernement français d’avoir directement aidé le Biafra et d’avoir voulu diviser l’Afrique et provoquer en Guinée une tentative de sécession après un coup d’Etat raté que la France aurait soutenu. Revendiquant un appui de la France, des manifestations de la population biafraise vont demander le rattachement du Biafra à la Communauté francophone des Etats africains, en dénigrant au contraire le Commonwealth britannique.

## Période contemporaine

### Défense et sécurité
La France et le Nigeria mènent ensemble une guerre contre le terrorisme en Afrique, avec la lutte contre Boko Haram. 

### Relations économiques
Le Nigeria est le premier partenaire commercial de la France en Afrique subsaharienne. La France exporte au Nigeria des produits issus du secteur secondaire et elle en importe du pétrole.
Le Nigeria représente le deuxième stock d'IDE français en Afrique derrière le Maroc.
L'AFD est présente au Nigeria et se focalise sur les PME, le développement urbain et l'énergie.

### Echanges culturels et universitaires
Le Nigeria accueille un Institut français et dix Alliances françaises. 